# بطولة تونس لكرة السلة للرجال 2007–08
بطولة تونس لكرة السلة للرجال 2007–08 هو الموسم رقم 53 من بطولة تونس لكرة السلة للرجال.

فاز بهذا الموسم الملعب النابلي.

## روابط خارجية
- الموقع الرسمي للجامعة التونسية لكرة السلة.